# 水龙骨风毛菊
水龙骨风毛菊（学名：Saussurea polypodioides）为菊科风毛菊属的植物，为中国的特有植物。分布在中国大陆的西藏、云南等地，生长于海拔2,800米至4,020米的地区，多生于山坡灌丛草地，目前尚未由人工引种栽培。